# Беча (комуна)
Беча (рум. Băcia) — комуна у повіті Хунедоара в Румунії. До складу комуни входять такі села (дані про населення за 2002 рік):
- Беча (710 осіб) — адміністративний центр комуни
- Петрень (279 осіб)
- Тимпа (708 осіб)
- Тотія (100 осіб)

Комуна розташована на відстані 286 км на північний захід від Бухареста, 10 км на південний схід від Деви, 117 км на південний захід від Клуж-Напоки, 137 км на схід від Тімішоари.

## Населення
За даними перепису населення 2002 року у комуні проживали 1797 осіб.
Національний склад населення комуни:
| Національність | Кількість осіб | Відсоток |
| -------------- | -------------- | -------- |
| румуни         | 1662           | 92,5%    |
| угорці         | 114            | 6,3%     |
| цигани         | 11             | 0,6%     |
| німці          | 9              | 0,5%     |
| поляки         | 1              | 0,1%     |

Рідною мовою назвали:
| Мова      | Кількість осіб | Відсоток |
| --------- | -------------- | -------- |
| румунська | 1699           | 94,5%    |
| угорська  | 93             | 5,2%     |
| німецька  | 5              | 0,3%     |

Склад населення комуни за віросповіданням:
| Релігія                                       | Кількість осіб | Відсоток |
| --------------------------------------------- | -------------- | -------- |
| православні                                   | 1576           | 87,7%    |
| реформати                                     | 82             | 4,6%     |
| п'ятдесятники                                 | 50             | 2,8%     |
| римо-католики                                 | 35             | 1,9%     |
| греко-католики                                | 24             | 1,3%     |
| баптисти                                      | 8              | 0,4%     |
| адвентисти                                    | 4              | 0,2%     |
| бретрени                                      | 3              | 0,2%     |
| унітарії                                      | 2              | 0,1%     |
| лютерани (Синодально-пресвітеріанська церква) | 1              | 0,1%     |
| лютерани (Аугсбурзького сповідання)           | 1              | 0,1%     |
| не релігійні                                  | 1              | 0,1%     |
| не вказали релігію                            | 5              | 0,3%     |